# Алгебра Алберта
Алгебра Алберта (Альберта) — 27-мерная исключительная йорданова алгебра. Названа в честь Абрахама Адриана Альберта — пионера в изучении неассоцитивных алгебр, обычно рассматриваемых над действительными числам. Над действительными числами существуют три такие йордановы алгебры с точностью до изоморфизма. Одна из них была впервые найдена Паскуалем Йорданом, Джоном фон Нейманом и Юджином Вигнером (1934) и изучена Албертом (1934), является множеством самосопряжённых матриц 3×3 над октонионами, снабжённым бинарной операцией:
{\displaystyle x\circ y={\frac {1}{2}}(x\cdot y+y\cdot x)},
где {\displaystyle \cdot } обозначает обычное матричное умножение. Вторая алгебра определяется похожим образом, но используя сплит-октонионы вместо октонионов. Последняя строится не из сплит-октонионов, с применением других стандартных инволюций.
Над алгебраически замкнутым полем существует только одна алгебра Алберта, и её группа автоморфизмов {\displaystyle G} является простой расщепляемой группой типа {\displaystyle F_{4}}.
(Например, комплексификация трёх алгебр Алберта над действительными числами изоморфна алгебре Алберта над комплексными числами.)
Поэтому для общего поля {\displaystyle F} алгебры Алберта классифицируются с помощью группы когомологий Галуа {\displaystyle H_{1}(F,G)}.
Конструкция Кантора — Кёхера — Титса, применённая к алгебре Алберта, даёт алгебру Ли {\displaystyle E_{7}}. Расщепляемая алгебра Алберта используется для построения 56-мерной структурируемой алгебры, группа автоморфизмов которой имеет единичную компоненту односвязной алгебраической группы типа {\displaystyle E_{6}}.
Пространство когомологических инвариантов алгебры Алберта поля {\displaystyle F} (характеристики не 2) с коэффициентами в {\displaystyle \mathbb {Z} /2\mathbb {Z} } является свободным модулем над кольцом когомологий {\displaystyle F} с базисом, состоящим из 1, {\displaystyle f_{3}}, {\displaystyle f_{5}} степеней 0, 3, 5 соответственно.
Когомологические инварианты с коэффициентами 3-кручения имеют базис из 1, {\displaystyle g_{3}} степеней 0, 3[уточнить].
Инварианты {\displaystyle f_{3}} и {\displaystyle g_{3}} являются первичными компонентами инварианта Роста.